# 沈尹戌
沈尹戌（？—前506年），羋姓，沈尹氏，名戌，春秋时期楚国大夫。他对楚平王末年、楚昭王初年的楚国的内政外交持批评态度，认为楚国内政混乱，对吴国战争节节失利，之后肯定有亡国之祸。
前515年，楚国令尹囊瓦（子常）杀害郤宛，举国都为郤宛鸣冤。沈尹戌说费无忌和鄢将师是故意陷害忠臣。囊瓦表示后悔，诛杀了费无忌、鄢将师。
前512年，吴国公子掩余、烛庸从徐国逃到楚国，楚昭王命沈尹戌接纳，并在吴楚边境筑城。吴王阖闾灭徐国，沈尹戌救之不及，徐子章禹逃到楚国。
前506年，吴楚柏举之战之后，沈尹戌得知消息后从息县急行军阻击吴军，沈尹戌击败夫概军后被吴军包围，身负重伤无法突围，于是他让部下吴句卑把自己的头割下来，埋葬了身体，把头用布包起来带走，交给楚王。不久后郢都沦陷。
叶公沈诸梁和沈后臧即其子。